# Красный Бор (Погарский район)
Красный Бор — поселок в Погарском районе Брянской области в составе Вадьковского сельского поселения.

## География
Находится в южной части Брянской области на расстоянии приблизительно 3 км на восток по прямой от районного центра города Погар.

## История
Известен с 1930-х годов, в советское время здесь работал одноименный колхоз. На карте 1941 года отмечен как поселение с 18 дворами. По состоянию на 2020 год опустел.

## Население
Численность населения: 16 человек (русские 100 %) в 2002 году, 10 в 2010.